# Mehmed Paša Sokolović
Mehmed Paša Sokolović (turecky Sokollu Mehmet Paşa srbsky Мехмед-паша Соколовић, Mehmed-paša Sokolović, kolem roku 1505, Sokolovići — 11. října 1579, Konstantinopol), rodným jménem Bajica Nedanić, byl velký vezír a janičář v Osmanské říši, a to za vlády celkem tří sultánů.

## Život

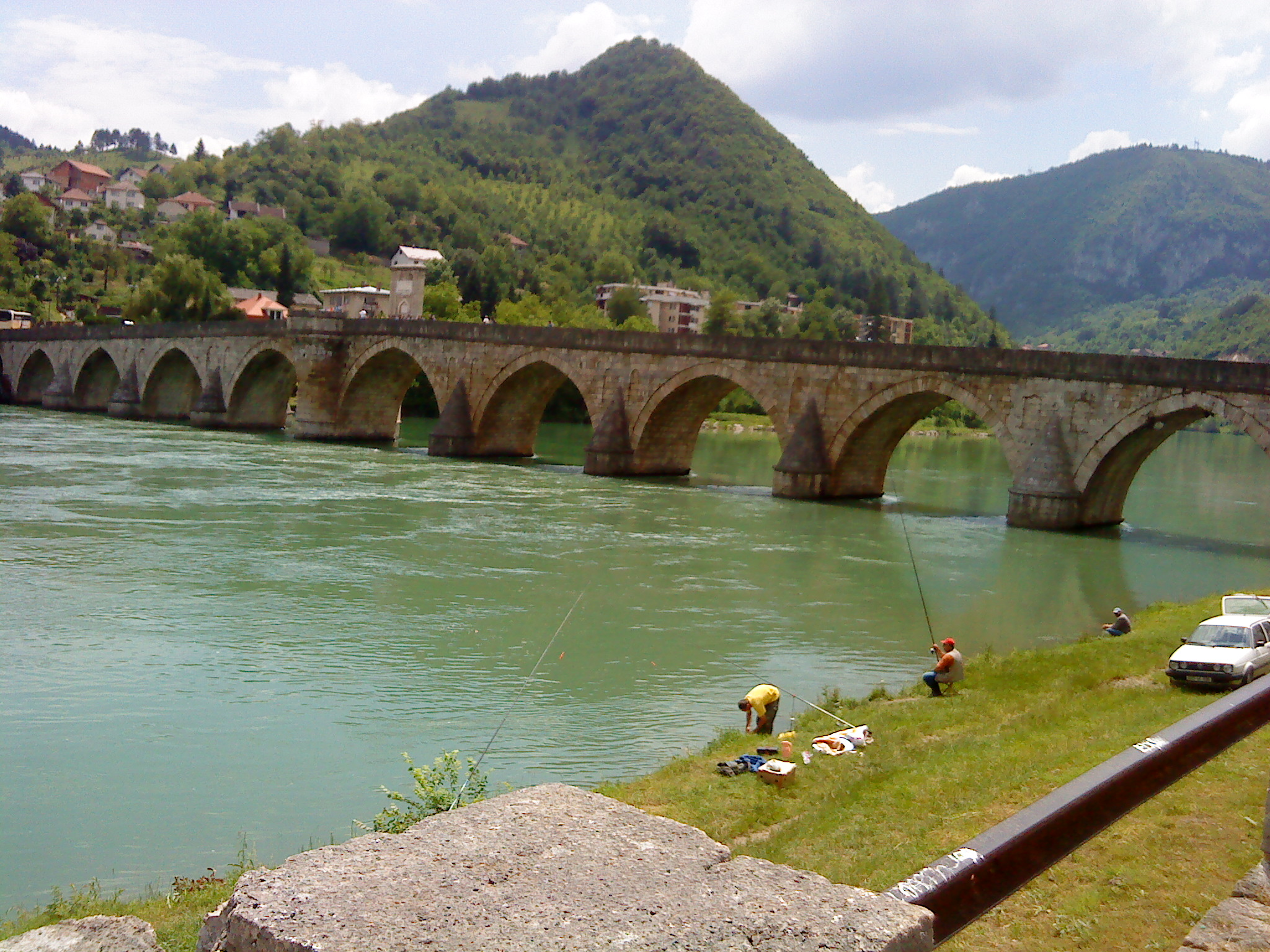
Most Mehmeda Sokoloviće ve městě Višegrad

Mehmed Paša Sokolović se narodil ve vesnici Sokolovići v Bosně, nedaleko od města Rudo. Jako jeden z mnoha byl odebrán tehdejší srbské pravoslavné rodině, když mu bylo 15 let. Následujících 13 let strávil na škole v Edirne, nedaleko od Istanbulu. 
Později se účastnil mnohých bitev Osmanské říše, jak bitvy u Moháče, tak i prvního obléhání Vídně. V následujícím desetiletí se pak účastnil bojů mezi Turky a Persií, účastnil se obléhání Bagdádu. 
Roku 1546 se stal admirálem osmanské flotily, o pět let později pak získal post rumelijského správce (bejlerbeje).
Mehmed od 14. do 28. října 1551 obléhal Temešvár, ale nedobyl ho. Stáhl se do Bělehradu a zahájil mírová jednání s mnichem-místokrálem. Martinuzzi byl zavražděn 17. prosince 1551 a mírová jednání skončila. Mehmed Sokolović obnovil své vojenské tažení v roce 1552 a zmocnil se Temešváru, Hollókő, Bujáku, Rétságu, Balassagyarmatu, celého Banátu a Szolnoku. Jeho síly se poté spojily s jednotkami Ahmeda Paši, které postupovaly směrem k Egeru. Mehmedova armáda se shromáždila na kopci Egid, ale nedobyla město samotné.
Roku 1565 se stal velkovezírem (v moderní terminologii předsedou vlády), do tohoto úřadu nastoupil po zemřelém Semiz Ali Pašovi. Koncem roku 1565 a začátkem roku 1566 rostlo napětí mezi císařem Svaté říše římské Maxmiliánem II. a sultánem Sulejmanem. Maxmilián chtěl, aby mu byla vrácena města, která předtím obsadil Telli Hasan Paša. Když jednání selhala, Maxmilián vyhlásil válku a velkovezír Sokollu Mehmed Paša nařídil svému synovci Sokollu Mustafu Bejovi Bosenskému, aby postoupil proti Maxmiliánovi. Sokollu Mustafovi se podařilo dobýt města Krupa a Dvor na Uni. 
Nedlouho poté vedl Sokolović výpad osmanských vojsk do Uher, dne 5. listopadu 1566 obsadil opevněný Siget, v téže době však shodou okolností zemřel sultán Sulejman I. Velkovezír Sokolović však jeho smrt zatajil až do okamžiku kapitulace pevnosti. Nová hlava státu, kterou se stal Selim II., se ukázal rychle jako nepříliš silný a zkušený vůdce, díky čemuž moc Sokoloviće ještě vzrostla. Na jeho příkaz byl ve Višegradu v jihovýchodní Bosně vybudován most, který dodnes nese Sokolovićovo jméno, a který se stal dějištěm děl moderního spisovatele Iva Andriće. Kromě toho vzniklo za Sokolovićovy vlády nesčetné množství architektonicky hodnotných i (ve své době) velmi užitečných staveb. 
Kolem roku 1573 byl Sokolović na vrcholu své moci, jeho bohatství i vliv byly veliké. Obnovil také Srbský patriarchát v Peći a na místo patriarchy postavil svého bratra, Makarije Sokoloviće – zřejmě proto, aby posílil loajalitu srbského obyvatelstva vůči Osmanské říši a z patriarchátu učinil jednu z jejích opor. Obnovení patriarchátu bylo však jednou z nejdůležitějších událostí pro Srby v době osmanské nadvlády.
Sultán Selim II. zemřel 12. prosince 1574 a na jeho místo následně usedl jeho syn Murad III. Ten se sice méně zajímal o státní záležitosti, ve schopnosti velkovezíra však neměl na rozdíl od svého otce velkou důvěru. To vedlo k pádu Sokolovićovy moci, byť nadále zůstal ve funkci velkého vezíra. 
Velký vezír Mehmed Paša Sokolović zemřel 11. října 1579, poté, co se stal obětí útoku nožem ze strany duševně narušeného derviše, který ho navštívil v jeho domě. V jiných pramenech je uvedeno datum jeho násilné smrti 30. září 1579, která byla osobní mstou jednoho bosenského feudála. Mehmed Paša byl pohřben v Istanbulu.